# Evynnis
Evynnis - рід окунеподібних риб родини Спарові (Sparidae).

## Поширення
Представники роду зустрічаються на заході Тихого океану біля берегів Японії, Кореї, Китаї та Філіппін. 

## Класифікація
Рід містить два види:
- Evynnis cardinalis (Lacépède, 1802)
- Evynnis japonica (Tanaka, 1931)[1]